# Ammoconia victoris
Ammoconia victoris är en fjärilsart som beskrevs av Ronkay och Zoltan Varga 1984. Ammoconia victoris ingår i släktet Ammoconia och familjen nattflyn. Inga underarter finns listade i Catalogue of Life.